# Minerva Bernardino
Minerva Bernardino (El Seibo, República Dominicana 1907- 29 de agosto de 1998) fue una diplomática dominicana, promotora de los derechos de las mujeres en el ámbito internacional. Fue una de las cuatro mujeres que firmaron la carta original de la fundación de las Naciones Unidas en 1945.
Es la primera vicepresidenta del Consejo Económico y Social de las Naciones Unidas y la primera vicepresidenta de UNICEF.

## Historia
Bernardino nació en El Seibo República Dominicana en 1907 en una familia liberal". A los 15 años quedó huérfana y se mudó a Santo Domingo, donde finalizó la escuela secundaria como parte de una generación nueva de normalistas, las mujeres latinoamericanas que persiguen educación más allá de la escuela primaria y empezó una carrera en el servicio civil de la República Dominicana.
A finales de los años 20 se involucró en el movimiento feminista de su país y logró que la constitución dominicana recogiese de manera explícita la igualdad de los derechos de la mujer.
La atención de Bernardino se centró en la desigualdad y las mujeres tras la experiencia vivida cuando promocionó  en el servicio civil pero no recibió ningún aumento en el sueldo porque el gobierno rechazó pagar a cualquier mujer un sueldo mayor que el de sus compañeros hombres. En su autobiografía, dice: “fue éste el impacto que me lanzó a la lucha por los derechos de la mujer.”
Bernardino  promovió los derechos de las mujeres no sólo en documentos oficiales, sino también en sus interacciones diarias. Kathleen Tesch lo destaca en una anécdota incluida en un artículo de Akmaral Arystanbekova “Diplomacia: ¿Demasiado importante para dejársela a los hombres?:

Una vez, la persona que presidia una sesión de la Asamblea General se dirigió a las mujeres delegadas como "Estimadas Señoras', en lugar de 'Delegadas'. Antes de que pudiera terminar lo que estaba diciendo, la Señora Bernardino había pedido la palabra para una moción de procedimiento. "Usted nos puede llamar señoras cuando nos ofrezca una taza de café o té, o nos invite al almuerzo; aquí, en este salón, no somos señoras, somos delegadas, y deberíamos ser tratadas de acuerdo a ello."

Minerva Bernardino, sin embargo, ha sido señalada de ser parte del cuerpo de espionaje de la tiranía trujillista, y se le acusa de ser el cerebro siniestro” detrás del secuestro del catedrático de la Universidad de Columbia Manuel de Jesús Galíndez, en una calle de Manhattan, llevado en avión a Santo Domingo, y ejecutado por matones de la satrapía trujillista.

## Contribuciones
Bernardino trabajó principalmente para adelantar derechos políticos y especialmente para mejorar el sufragio de las mujeres en estados latinoamericanos.
Sus contribuciones incluyen la Convención en los Derechos Políticos de Mujeres de 1954, el cual afirmó los derechos de votar de las mujeres, elegir y ser electas para cargos públicos.
Bernardino también apoyaba una ley internacional para la igualdad de las mujeres en matrimonio y divorcio, como la Convención de Montevideo en la nacionalidad de mujeres casadas de 1933.
Entre sus contribuciones más reconocidas se encuentra la de apoyar el lenguaje inclusivo en Naciones Unidas. En la Conferencia de Naciones Unidas sobre Organización Internacional de 1945, a pesar de que técnicamente solo era una delegada de la República Dominicana, enviada por el dictador Rafael Trujillo como “oportunidad de riesgo bajo para parecer progresivo”, Bernardino introdujo en la conferencia su propio orden del día, representando los intereses de la Comisión Interamericana de Mujeres (IACW).
Minerva Bernardino y su colega Berta Lutz fueron reconocidas como personas “clave” en la inclusión de las frases “derechos iguales de hombres y mujeres,” “fe en derechos humanos fundamentales” y “la dignidad y valor de la persona humana” en el preámbulo a la carta de la ONU.
También defendió la inclusión de la expresión “derechos iguales de hombres y mujeres” en el preámbulo de la Declaración Universal de los Derechos Humanos considerando que con la omisión de  “las mujeres” se habría producido una discriminación intencionada.
Bernardino estuvo también implicada en la creación en 1946 de la Comisión de la Condición Jurídica y Social de la Mujer (CSW) que más tarde presidió.
A pesar de estar subordinada a la Comisión en Derechos humanos, la CSW era conocida por ejercitar su independencia e iniciativa. Esta comisión trabajó por la inclusión del lenguaje de género en la Declaración Universal de Derechos Humanos y la creación de la Declaración sobre la Eliminación de la Discriminación Contra la Mujer en 1967.
La Comisión también promovió el avance en los derechos de las mujeres a través de estudios e investigaciones a partir de las cuales reclamó cambios.

## Defensa de los derechos de las mujeres
Bernardino inició la lucha en defensa de los derechos de las mujeres en su etapa como dirigente de Acción Feminista, una ONG implicada en los derechos de la mujer, mientras todavía vivía en la República Dominicana.
En 1935, se trasladó a Washington D. C. para trabajar en la Comisión Interamericana de Mujeres.
Aunque mantuvo la conexión con la República Dominicana nunca regresó al país a causa de su oposición a Trujillo.
En los años 40,  continuó su trabajo en la Comisión de la que fue primero vicepresidenta (1939-1943) y posteriormente presidenta (1943-1950), participando en conferencias como representante de la República Dominicana.
Cuando su carrera progresó, Bernardino continuó trabajando en la ONU en diversos espacios. Además de participar en quince Asambleas Generales como representante permanente de la República Dominicana, nombrada en 1950, mantuvo su liderazgo en diferentes espacios de la organización.
En 1951 fue elegida vicepresidenta de la Comisión de la Condición Jurídica y Social de la Mujer y presidenta de la comisión en 1953. 
Más tarde, Bernardino continuó dando conferencias en universidades, elaboró un archivo biográfico de mujeres americanas influyentes y creó la Fundación Bernardino, que continuó la lucha por los derechos de las mujeres en la República Dominicana después de su muerte.

## Reconocimientos
Placa en honor a la embajadora durante la dictadura de Trujillo, Minerva Bernardino, situada en un espacio público conocido como “Gree Street”, en la avenida Amsterdam y la calle 110 en el Alto Manhattan, erigida en agosto de 2006. la placa dice: “Este Greenstreet honra a la embajadora y feminista Minerva Bernardino (1907-1998), una de las cuatro únicas mujeres que firmaron la Carta de las Naciones Unidas en 1945. Representó a la República Dominicana en la primera Asamblea General de la ONU y dedicó su vida adulta al progreso  de las mujeres y los niños del mundo”.